# Obila praecuraria
Obila praecuraria là một loài bướm đêm trong họ Geometridae.